# Robinson Ferreira
Robinson Martín Ferreira García (Melo, Uruguay, 7 de marzo de 1992) es un futbolista uruguayo. Se inició en el Club social y Deportivo Melo Wanderers a los 7 años en el cual obtuvo el título de Campeón en todas sus categoría, siendo el primer jugador junto a Miguel Pintos en hacerlo. Logró el vicecampeonato del Interior de clubes. Vistió la camiseta de la selección del departamental en Todas sus Categorías. Vistiendo la camiseta del Cerro Largo Fútbol Club obtuvo el ascenso a primera división Temporada 2010/2011 y la clasificación a la Copa Sudamericana. Más tarde jugó como defensa y milita en Unión San Felipe de la Primera B de Chile. Pasa a Cerro Largo Fútbol Club. En la temporada 2018/2019 pasó a jugar en la Liga de Ascenso de México en los Potros de la Universidad Autónoma de México. El segundo semestre de la temporada 2019 Ficha para Cerro Largo Fútbol Club donde Clasifica para la Segunda Fase de la Copa Libertadores a obtener el Tercer puesto detrás de Nacional y Peñarol.

## Clubes
| Equipo                   | País    | Año               |
| ------------------------ | ------- | ----------------- |
| Cerro Largo              | Uruguay | 2010 - 2012       |
| Unión San Felipe         | Chile   | 2013 - 2014       |
| Cerro Largo              | Uruguay | 2014 - 2015       |
| Club Atlético Torque     | Uruguay | 2015 - 2016       |
| Potros UAEM              | México  | 2017 - 2019       |
| Cerro Largo Fútbol Club  | Uruguay | 2019 - 2021       |
| Club Deportivo Maldonado | Uruguay | 2022 - 2023       |
| Racing                   | Uruguay | 2024 - Actualidad |